# Евмед
Евмед (др.-греч. Εὐμήδης) — имя ряда персонажей древнегреческой мифологии.
- Три троянца: глашатай и отец Долона, убитого Одиссеем и Диомедом[1]; сын Долона, последовавший за Энеем в Италию и убитый Турном[2]; отец Акаллариды, ставшей женой Троса и матерью Ассарака[3][4].
- Один из шести сыновей Мелана из калидонской царской династии, убитых Тидеем[5].
- Сын Геракла и одной из феспиад[6][7].
- Один из сыновей царя Спарты Гиппокоонта, чью могилу показывали путешественникам в в историческую эпоху[8][9].